# 川上豪士
川上 豪士（かわかみ たけし、1979年5月22日 - ）は、日本のベーシスト・編曲家・作曲家・ギタリスト。男性。
福島県郡山市出身。血液型O型。東京ミュージック＆メディアアーツ尚美（現尚美ミュージックカレッジ専門学校）卒業。主に福島県を中心に活動する音楽家である。

## 来歴
福島県郡山市出身。男ばかりの４人兄弟の長男として生まれる。父は建築士。幼少期はほとんど音楽経験が無く、楽器の演奏が出来ることは知らなかったと語る。小学生の頃に短い期間ピアノを習っていたが全く興味が無く、待合室の妖怪の本を楽しみに通っていた。14歳の時に友人に誘われアコースティックギターを手にする。当時NHK‐BSで放送されていたフォークソング関係の番組を録画し、繰り返し見ていた。地元の高校に入学をきっかけにベースに転向し、「セックス・ピストルズ」や「ディープ・パープル」をカバーしていた。また「イエス」が好きで「クリス・スクワイア」を敬愛していた。
高校卒業後、東京ミュージック＆メディアアーツ尚美（現尚美ミュージックカレッジ専門学校）に入学、渡辺直樹・高山毅・田中豊雪に師事。在学中、当時非常勤講師をしていた下村誠の依頼で陣内絵里奈のアルバム「Angel Mind」（1998：NATTY RECORDS）のベースを録音。また「ON AIR EAST」で行われたバンドコンテスト「フェルナンデスG1」でベストベーシスト賞を獲得する。当時、友人の兄に「学校が近い」という理由で誘われ、上智大学の中南米研究会に出入りし、ベースを演奏する。その甲斐あってか非常勤講師で来ていた角田健一に「ラテンは上手い」と褒められたが、他は駄目であったと本人は語る。
専門学校卒業後は新宿の個人経営の酒屋で、都合6年間ほどアルバイトをしながら下積み生活を送る。のちの事となるが、その経験から2016年「日本ソムリエ協会ワインエキスパート」を取得。
2005年頃より原宿の駅前にあったライブカフェで定期的にジャズを演奏するようになる。
2006年、福島に戻りプロとして活動を始めるも、関東と福島を往復しながら細々と演奏活動を続ける厳しい時期となった。そんな中2007年に舞踏家の鶴山欣也に同行しドイツに行く機会を得て、およそ二か月滞在する。その間、地方での大規模なインスタレーションイベントで演奏し、ベルリンでZam Johnsonのレコーディングに参加。また現地のライブハウスにて飛び入りでスタンダード・ジャズを演奏した。
2010年から6年余り、国際アート＆デザイン専門学校（現　国際アート＆デザイン大学校）の非常勤講師（その内一年は常勤講師）として「アンサンブル」を中心に「音楽理論」「音楽史」「作曲法」等を講義する。また、それに伴いDTMを始めた。
2011年に東日本大震災（東北地方太平洋沖地震）に見舞われている。それについて「学科の在校生がそれを理由に一人も欠けることがなかったこと」が最も印象的で、その後の音楽活動を継続する覚悟を改めた出来事と語る。
その頃、上記の専門学校で同じく講師として授業にあたっていた佐藤正彦の紹介で、川崎太郎のプロジェクトであるThe Front Rowに参加。2枚目のアルバム「白い砂と空のスクリーン」（2011:ISLAND MOON）「出会えてよかった」（2014:ISLAND MOON　川崎太郎と村田和人によるプロデュース）のほとんどのベースを録音する。
その他、Acc:岸邦幸と楽器2台で演奏するユニットDion Dionを結成。震災後の福島をテーマに怪作「民藝」（2012:NORTH RECORD Tenmoku record）を録音し、ゆうに100回を超えるライヴを行った。
また、福島県フォークソング協会を通じて知り合った夫婦デュオグループ、IN THE WIND（菊池美一、菊池陽子）が発表したシングル「赤とんぼ」（NORTH RECORD　あぶくま音楽社　作詞・作曲を菊池陽子　吉川忠英によりプロデュースされた）のベースを担当。続くアルバム「ありがとない」（T-off　あぶくま音楽社）に参加し、2020年に制作されたカバーアルバム「インザウインドと春の夢」（2020:NORTH RECORD あぶくま音楽社）ミニアルバム「いだがぃ」（2020:NORTH RECORD あぶくま音楽社）の2枚は、すべての楽曲の編曲を行っている。
主な活動のほとんどは依頼による演奏だが、そのジャンルは通常のポップスに限らず多岐に渡っている。参加するユニットの中でも、特にpf:菅井徹を中心としたジャズグループ（ds:秋山匡志　sax:渡辺典久、郡司聖、ときに井出慎二　vo:Michiyo）は県内でも極めて高い評価を得る。

## 人物
自らを「軽度の回避性パーソナリティ障害」と語る。霊合星人。

## ディスコグラフィ

### 作品

#### ベース
- 陣内絵里奈「Angel Mind」（1998:NATTY RECORDS ）
  - Angel Mind
  - 恋心
  - 運命の星
  - Love and Guilty

- 土田聡子「（we are）ALL ONE 2007 FLOWER」（2007:虎福インターナショナル）
  - コイノハナ

- The Front Row「白い砂と空のスクリーン」（2011:ISLAND MOON）
  - 白い砂と空のスクリーン
  - あの頃
  - ためらい
  - きみとぼくの距離
  - Hold Back U Luv
  - 午前0時のとまどい
  - とどかない気持ち
  - 雨は…
  - 気づかないふり

- The Front Row「出会えてよかった」（2014:ISLAND MOON）
  - 君は特別
  - Live and learn
  - 陽だまりの夏
  - 手をのばせば
  - この雨のように
  - Not Giving Up On Love
  - 輝きのなかで
  - かわらないもの
  - I Love You の伝え方
  - 出会えてよかった

- IN THE WIND「赤とんぼ」（NORTH RECORD　あぶくま音楽社）
  - 赤とんぼ

- IN THE WIND「ありがとない」（T-off　あぶくま音楽社）
  - たんぽぽ
  - 半夏生
  - 悪い猫の歌
  - 赤とんぼ　アルバムバージョン

- IN THE WIND「また会おう」（NORTH RECORD　あぶくま音楽社）
  - 赤とんぼ（ヴォーカルがあらたに録音された）

### 編曲
- みや with 凛然「みや with 凛然 １st」
  - クリスマスローズ
  - 七色の帆
  - 調べ

- IN THE WIND「インザウインドと春の夢」（2020:NORTH RECORD あぶくま音楽社）
  - 雨の物語
  - さらば青春
  - 道化師のソネット
  - 空に星があるように
  - ハナミズキ
  - 花～すべての人の心に花を
  - さくら
  - 白いブランコ

- IN THE WIND「いだがぃ」（2020:NORTH RECORD あぶくま音楽社）
  - JUNとキリン
  - 蛍
  - 僕は悪い猫じゃない
  - アンダルシアの猫
  - いざりばた
  - 泣き女のエレジー
  - Old Friend
  - ホタル来い

#### その他
- Dion Dion「民藝」（2012:NORTH RECORD Tenmoku record）
  - 青空と太陽の下で
  - Waltz For Levi
  - いじっぱり
  - シングルマザー賛歌
  - スワンの嘆き
  - 私の中の神様
  - Lullaby Of The Idol